# Parananochromis caudifasciatus
Parananochromis caudifasciatus es una especie de peces de la familia Cichlidae en el orden de los Perciformes.

## Morfología
Los machos pueden llegar alcanzar los 10,5 cm de longitud total.

## Distribución geográfica
Se encuentran en África: sur del Camerún, norte del Gabón y Río Muni (Guinea Ecuatorial ).